# زجاج صيني قديم

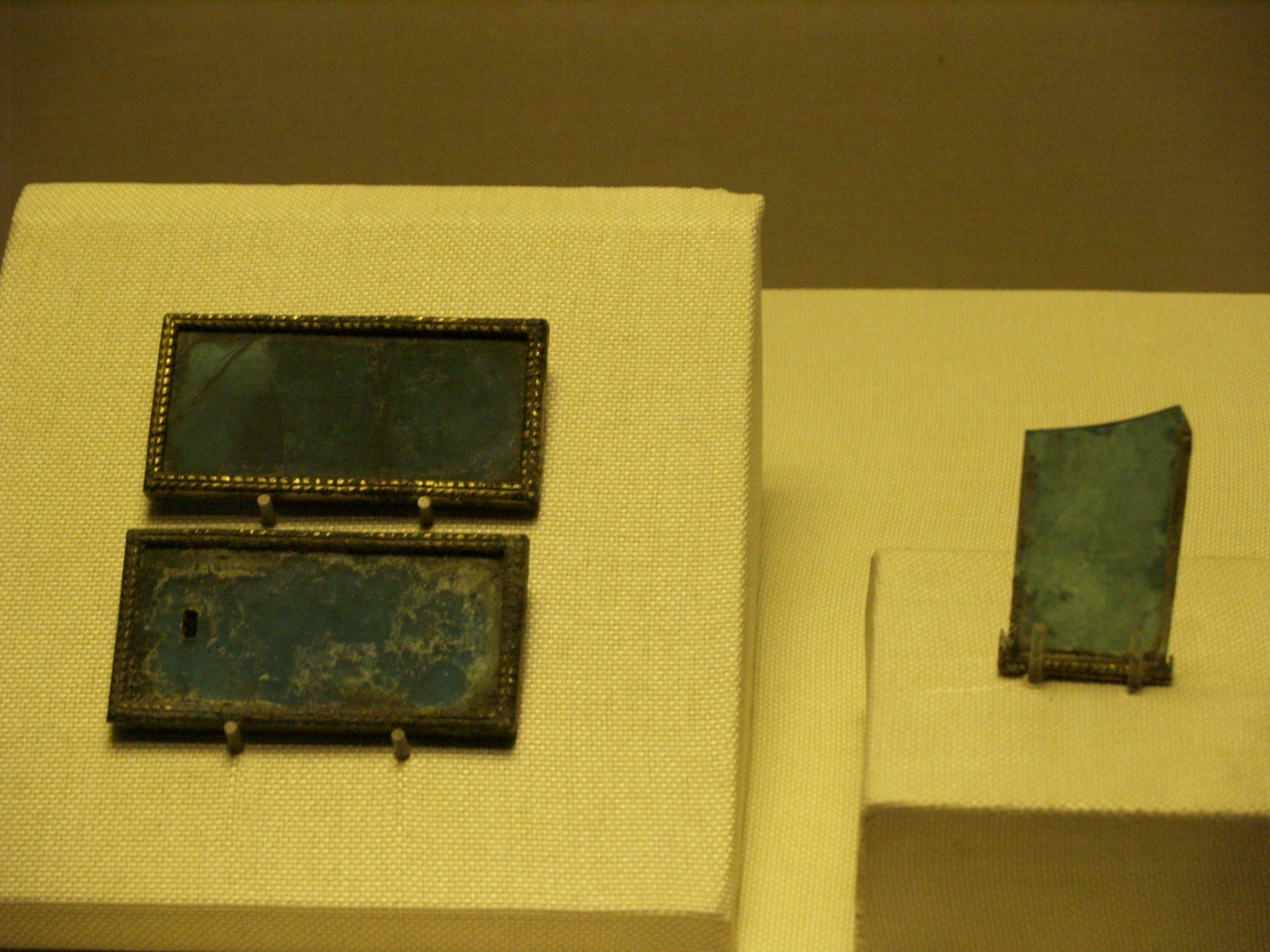
قطعة زجاج زرقاء وجدت في مقبرة ملك صيني من ملوك مملكة نانياو ترجع إلى نهاية القرن الثاني قبل الميلاد.

الزجاج الصيني القديم هو كل أنواع الزجاج الذي صُنع في الصين قبل عصر أسرة تشينغ (1644–1911). في التاريخ الصيني، لعب الزجاج دورًا هامشيًا في الفنون والحرف اليدوية، مقارنة بصناعة الخزف والمشغولات الحديدية. كانت محدودية اكتشافات الزجاج الأثرية دليلاً على ندرة استخدامه في تلك الفترة. تذكر بعض الكتابات الأدبية الصينية أن أول تصنيع للزجاج تم في القرن الخامس الميلادي. إلا أن أقدم الدلائل على وجود صناعة للزجاج في الصين، ترجع إلى آخر عصر أسرة تشو (1046 ق.م - 221 ق.م).
تعلم الصينيون صناعة الزجاج في وقت متأخر مقارنة بسكان بلاد الرافدين والمصريين والهنود. وصلت القطع الزجاجية المستوردة إلى الصين خلال نهاية فترة الربيع والخريف قبل حقبة الممالك المتحاربة (بداية القرن الخامس قبل الميلاد)، في صورة خرزات عين متعددة الألوان. حفّزت تلك الخرزات الصينيين لتأسيس صناعة لإنتاج الخرزات الزجاجية.
خلال عصر أسرة هان (206 ق.م - 220 م)، تنوعت استخدامات الزجاج. شجعت نشأة صناعة صب الزجاج على تطور تصنيع القوالب خاصة بعض المواد التي كانت تستخدم في الطقوس. أثبت التحليل الكيميائي لعينات الزجاج التي ترجع إلى تلك الفترة إلى وجود ثلاثة أنظمة زجاجية: بوتاس-حجر جيري، رصاص-باريوم، بوتاس فقط. كانت القطع الزجاجية الصينية التي صُنعت في حقبة الممالك المتحاربة وعصر أسرة هان أفضل بكثير من القطع الزجاجية المستوردة من حيث التركيب الكيميائي، وخاصة تلك التي احتوت على نسب عالية من أكسيد الباريوم (BaO) ومن الرصاص، مما ميّزها عن زجاج غرب آسيا وبلاد الرافدين الغني بالصودا والحجر الجيري والسيليكات. بنهاية عصر أسرة هان، اضمحلت صناعة الزجاج الغني بالرصاص والباريوم، ولم تستأنف إلا خلال القرنين الرابع والخامس الميلاديين.

## للقراءة
- Watt, James C.Y.؛ وآخرون (2004). China: dawn of a golden age, 200-750 AD. New York: The Metropolitan Museum of Art. ISBN:1588391264. مؤرشف من الأصل في 2019-01-03.